# Ludvig 2. af Bayern
|  | Denne artikel omhandler Kong Ludvig 2. af Bayern. Artiklen om middelalderens Hertug Ludvig 2. af Bayern ligger under navnet Ludvig 2. af Bayern (hertug) |
Ludwig 2. af Bayern (25. august 1845 i München – 13. juni 1886) var konge af Bayern fra den 10. marts 1864 til sin død den 13. juni 1886. Ludwig 2. er også kendt som Svanekongen og Eventyrkongen og omkring hans person findes et stort spind af myter, rygter og spekulationer, som har tilknytning til mange aspekter af hans tilværelse. Han er gået over i Bayerns historie som lidenskabelig slotsbygger af blandt andet eventyrslottet Neuschwanstein, Linderhof Slot og Herrenchiemsee, ligesom hans navn er uløseligt forbundet med hans rolle som generøs mæcen for komponisten Richard Wagner.
Ludwig tilhørte fyrstehuset Wittelsbach og var søn af kong Maximilian 2. af Bayern. Han blev konge som 18-årig ved sin fars død den 10. marts 1864. Under Ludwigs regeringstid tabte Bayern og dets allierede Den preussisk-østrigske krig i 1866 og sluttede sig modvilligt til det tyske kejserrige i 1870/71. Ludvig trak sig dog i stigende grad tilbage fra de daglige regeringsanliggender til fordel for ekstravagante kunstneriske og arkitektoniske projekter. Ludwig brugte alle sine egne kongelige indtægter (dog ikke statslige midler, som det er en udbredt opfattelse) på disse projekter, stiftede gæld i stor udstrækning og trodsede alle forsøg fra sine ministre på at holde ham tilbage. 
Ludwigs ekstravagance blev brugt mod ham til at erklære ham sindssyg, en anklage, der siden er sat spørgsmålstegn ved. Efter sin umyndiggørelse den 9. juni 1886 overtog hans farbror Prins Luitpold regeringens førelse som prinsregent. Få dage senere døde han under omstændigheder, der lige siden har givet anledning til talrige rygter, som bl.a. omfatter selvmord, et muligt flugtforsøg eller skydning.

## Levned

### Afstamning og barndom
Ludwig 2. blev født den 25. august 1845 på Schloss Nymphenburg ved München som den ældste søn af den daværende kronprins Maximilian og kronprinsesse Marie af Bayern. Han blev døbt med navnene Otto Friedrich Wilhelm Ludwig, men blev kaldt Ludwig efter pres fra hans bedstefar kong Ludwig 1. af Bayern, der også var født den 25. august (i 1786). Efter at hans bedstefar kong Ludwig 1. af Bayern blev tvunget til at abdicere under Martsrevolutionen i marts 1848, blev hans far Maximilian konge, og Ludwig selv blev kronprins i en alder af to år.
I 1848 blev Ludwigs eneste søskende, lillebroderen prins Otto, født. Deres barndom og ungdom tilbragte de to prinser fortrinsvis på Schloss Hohenschwangau i det sydvestlige Bayern i selskab med deres opdragere. På slottet kom Ludwig tidligt i kontakt med middelalderens legender, som er afbildet der i talrige vægmalerier. Dronning Marie var en ivrig bjergbestiger og tog ofte sine sønner med på vandreture i området.
I 1861 oplevede Ludwig for første gang Richard Wagners operaer Tannhäuser og Lohengrin. Her opstod hans forkærlighed for Wagners operaer med deres sagn og eventyr.

### Tronbestigelse
Ludwigs far Maximilian døde den 10. marts 1864, og Ludwig blev samme dag i en alder af 18 år udråbt til konge af Bayern ("Ludwig, von Gottes Gnaden König von Bayern, Pfalzgraf bey Rhein, Herzog von Bayern, Franken und in Schwaben"). Den 11. marts kl. 10 aflagde han ed på den bayerske forfatning. Ved mindehøjtideligheden for den døde konge den 14. marts optrådte den 1,93 meter høje nye konge offentligt.
Han engagerede han sig hurtigt i kulturfremme, især komponisten Richard Wagner som han første gang mødte den 4. maj 1864. Mellem 1864 og 1865 skænkede han Wagner 170.000 gylden. Han finansierede dermed musikdramaet Nibelungens Ring. I december 1865 måtte Ludwig 2. imidlertid bøje sig for modstanden fra statsregeringen, borgerne i München og sin egen familie og opfordre den upopulære Wagner til at forlade Bayern. Det nære venskab mellem de to fortsatte dog indtil videre. Wagneroperaerne Tristan og Isolde (10. juni 1865), Mestersangerne i Nürnberg (21. juni 1868), Rhinguldet (22. september 1869) og Valkyrien (26. juni 1870) fik urpremiere på Nationaltheater München. Fra 1872 lod han hele Wagner-operaer opføre for sig alene. Han finansierede også Wagners festspilhus i Bayreuth og støttede den af Marie von Schleinitz grundlagte Bayreuther Patronatsverein.

### Krig mod Preussen
Den 11. maj 1866 underskrev Ludwig 2. mobiliseringsordren, hvormed Bayern stillede sig på det Tyske forbunds – og dermed Østrigs – side i den Preussisk-østrigske krig. Ludwig havde fra barnsben ikke været særlig interesseret i militæret og overlod krigspolitikken til sine ministre og tog til Schweiz for at møde Richard Wagner. I fredsaftalen efter nederlaget måtte Bayern underlægge sine tropper preussisk overkommando og betale 30 mio. gylden til Preussen i krigsskadeserstatning samt afstå Gersfeld og Bad Orb til Preussen. Ludwig foretog på dette tidspunkt sin eneste større turne i landet, en rundrejse i Franken fra 10. november til 10. december 1866. Herefter koncentrerede han sig om sine romantiske ideer og trak sig tilbage til sine slotte og lod regeringsopgaverne løse af andre.

### Forlovelse med Sophie i Bayern
Ludwig blev aldrig gift, men forlovede sig spontant den 22. januar 1867 med den et år yngre hertuginde Sophie i Bayern, kejserinde Elisabeth af Østrig-Ungarns yngre søster, en datter af hertug Max i Bayern. De to kendte hinanden fra barndom og ungdom og mødtes igen på et hofbal den 21. januar.
Den kommende brudgom kaldte altid sin forlovede for Elsa. Karakteristisk nok følte han sig ikke som den elskende Lohengrin, for brevene til sin brud underskrev han med Heinrich: et bevis på at det drejede sig om en kærlighed helt efter kongens smag: "sværmerisk, verdensfjern, uden den af Ludwig forhadte sanselighed".
Bryllupsforberedelserne ved hoffet blev gennemført med stor iver. Pave Pius 9. tildelte den dispensation, som var nødvendig på grund af brudeparrets nære familiemæssige forbindelse. Allerede den 14. marts 1867 fik kongen forelagt bryllupsceremonien. Imidlertid udskød Ludwig brylluppet gentagne gange fra 25. august til 12. oktober og til sidst til 12. november 1867. Kongen distancerede sig stadig mere, selv om der allerede florerede billeder, hvorpå Sophie blev omtalt som dronning, og bryllupskareten, som havde kostet millioner af gylden, var færdig. Den 7. oktober 1867 hævede han forlovelsen. Ikke kun Sophies forældre var vrede over det, det samme var familien og højadelen. Elisabeth af Østrig-Ungarn skrev til sin mor i Possenhofen:
| Citat | Hvor forarget kejseren og jeg er over kongen, kan du forestille dig. Ord kan ikke beskrive en sådan handling. Jeg forstår blot ikke, hvordan han igen kan lade sig se i München, efter alt hvad der er sket. Jeg er blot glad for, at Sophie tager det på den måde, lykkelig var hun ved Gud aldrig blevet med en sådan mand. | Citat |
|       | |       |

Ingen anede, at Sophie tre dage efter sin forlovelse havde forelsket sig i købmand Edgar Hanfstaengl og hemmeligt mødtes med ham på Pähl-slottet.
Ud fra ytringer i breve og det videre levnedsløb formodes det, at Ludwigs interesse for det andet køn var begrænset. Ludwigs hemmelige dagbog, som i 1925 blev udgivet af minister Johann von Lutzs stedsøn, giver antydninger, som peger i retning af, at kongen var homoseksuel. Den indeholder vidnesbyrd om kongens samvittighedskvaler og for hans forsøg på at undertrykke sit begær. Psykiateren og neurologen Heinz Häfner fra Heidelberg hævder i sin bog om eventyrkongen, at han ikke blot var homoseksuel, men at han endog i forfølgelse af sin tilbøjelighed skal have misbrugt undergivne ryttersoldater seksuelt. Den østrigske forfatter Leopold von Sacher-Masoch skal Ludwig have betragtet som åndsbeslægtet.

### Kejserbrevet
I 1870 deltog Bayern med 55.000 soldater i den Fransk-preussiske krig. Ludwig accepterede tøvende udnævnelsen af den preussiske konge til kejser. Den 30. november 1870 underskrev han det af Otto von Bismarck udformede kejserbrev, der opfordrede den preussiske konge Wilhelm 1. til at modtage posten som tysk kejser. Til gengæld sikrede Bismarck ham hemmelige betalinger, som stammede fra Welfenfonde. Ludwig deltog ikke i kejserproklamationen i Versailles den 18. januar 1871.
Ud over den af rigsdagen besluttede nationale gave på 4 mio. daler, fik han stillet 300.000 daler til egen disposition.

### De sidste år
I sine sidste år trak kongen sig i stigende grad tilbage fra offentligheden. Han slog sig ned på Neuschwanstein, drak store mængder champagne og cognac, og hans store krop blev stadig mere oppustet, og hans engang så kønne ansigt blev mere og mere præget af alkohol. Hans tjenerskab behandlede han ydmygende: hans ministre måtte stå til møder og aflægge rapport stående.
I april 1881 indledte han venskab med den unge skuespiller Josef Kainz, med hvem han fra 27. juni til 14. juli samme år gennemførte en rejse i Schweiz i Wilhelm Tells fodspor. Selv Kainz angreb Ludwig fysisk under et raserianfald, så Kainz endte med at holde sig borte fra ham. Der gik rygter om Ludwig. Således skete det, at han pludselig ville have "normale" mennesker omkring sig. Så gav han ordre til at invitere folk til f.eks. en skovkro, hvor han så kunne blande sig med de lokale iført læderbukser og lodenjakke. I sådanne tilfælde var det muligt, at excentrikeren pludselig skiftede mening og gav ordre til at jage alle ud, og selv hjalp til med slag.
1874 gik han for sidste gang med i Münchens Corpus Christi procession. Hans deltagelse i generalprøven på festspillene i Bayreuth i 1876 blev hans sidste offentlige optræden. Ofte havde ministrene besvær med at opsøge ham i ensomme bjerghytter og få hans underskrift. Han gjorde i stigende grad nat til dag, hvilket gav ham titlen Mondkönig (månekonge). Hans gæld var vokset betydeligt: byggeriet på hans slotte blev delvis sat i stå. I begyndelsen af 1886 nægtede regeringen at stille kaution for kongen for et lån på 6 mio., hvilket mange biografiforfattere har set som hovedårsag til hans umyndiggørelse. Der skal have været bankierer, som ville hjælpe ham finansielt, men deres tilbud nåede ikke frem til kongen.
Ludwig vendte sig derefter mod Bismarck, som den 14. april 1886 skrev til ham, at han skulle befale sit ministerium at ansøge landdagen om den nødvendige sum. Nu krævede Ludwig herefter sagen forelagt landdagen. I stedet tog ministeriet initiativ til at må ham umyndiggjort.

### Umyndiggørelse
På initiativ af regeringen erklærede lægerne Bernhard von Gudden, Friedrich Wilhelm Hagen, Hubert von Grashey og Max Hubrich Ludwig 2. for uhelbredeligt sindssyg 8. juni 1886. Deres vurdering var baseret på vidneudsagn og uden personlig undersøgelse af patienten. På baggrund af de af Ludwig foretagne embedshandlinger, senest indretningen af en nyt områdekontor i Ludwigshafen (Direktiv af 3. Juni 1886, underskrevet af ham i Hohenschwangau), kan han imidlertid ikke entydigt erklæres utilregnelig.
Den 9. juni 1886 blev Ludwig umyndiggjort af regeringen. Natten til den 10. juni ankom en kommission til Neuschwanstein, som blev fængslet og sendt tilbage til München med uforrettet sag. Ludwigs onkel Luitpold overtog regeringsansvaret den 10. juni som prinsregent, senere også på vegne af Ludwigs bror Otto.
Kong Ludwig 2. forsøgte at udsende et opråb til det bayerske folk: Prins Luitpold har til hensigt uden mit samtykke at gøre sig til regent af mit rige, og mit hidtidige ministerium har ved hjælp af usande udsagn om min sundhedstilstand ført mit elskede folk bag lyset og forberedt højforræderiske handlinger. [...] Jeg opfordrer alle tro bayere til at flokkes om mine tro tilhængere og hjælpe med til at forpurre det planlagte forræderi mod konge og fædreland. (Bamberger Zeitung den 11. juni kort før beslaglæggelsen). Bismarcks råd om straks at vise sig for folket i München fulgte Ludwig ikke. Han forholdt sig trods mange tilbud om hjælp næsten fuldstændig passiv.

### Død i Starnberger See
Den 11. juni 1886 omkring midnat ankom en ny kommission til Neuschwanstein. Professor von Gudden informerede kongen om redegørelsen fra de læger og prins Luitpolds overtagelse af regeringen. Kong Ludwig blev taget i forvaring i Neuschwanstein og den 12. juni kl. 4 om morgenen bragt til Schloss Berg ved bredden af Starnberger See (dengang kaldet Würmsee).
Den 13. juni omkring kl. 18.30 tog han sammen med von Gudden på en spadseretur i slotsparken. Han døde sammen med von Gudden den 13. juni om aftenen på lavt vand ved bredden af Starnberger See.
Omkring kl. 23 roede skipper Lidl assistentlægen Dr. Müller og slotsforvalter Huber ud på søen i en robåd for at søge efter kongen og lægen. Jeg fandt kong Ludwig død kl. 23.30 i Würmsee. Schloss Berg den 13. juni 1886 lyder slotsforvalteren Bernhard Hubers notits i bymuseet i Schwabach. Ifølge den officielle version ville lægen forhindre kongen i at begå selvmord og omkom selv. Denne version blev der snart sået tvivl om. Ludwigs død er fortsat omgivet af talrige rygter, som bl.a. omfatter et muligt flugtforsøg eller skydning.

### Obduktion og begravelse
2. pinsedag den 14. juni 1886 kl. 20 blev der holdt afskedsgudstjeneste i Schloss Berg. Vognen med kisten ankom den 15. juni kl. 2 morgen i residensen. Ved den patologiske undersøgelse af den døde konge, som blev gennemført samme dag mellem kl. 8 og kl. 13 af læger i residensen i München, var også kongens livlæge Dr. Schleiß, tilstede. Han var ikke overbevist om at kongen var syg. Ifølge den officielle meddelelse blev sindssygelægernes diagnose dog fuldt ud bekræftet.
Efter obduktionen blev liget straks balsameret, og processen var afsluttet kl. 20. Derefter lå liget i tre dage i hofkapellet. Ludwig blev bisat den 19. juni 1886 i Michaelskirken i München efter et ligtog gennem byens gader. Hans hjerte blev den 16. august bragt til Altöttinger Gnadenkapelle i en urne.

## Slotte

### Neuschwanstein
1868 beskrev kong Ludwig i et brev til Richard Wagner sine forestillinger om et nyt slot Hohenschwangau, det nuværende Neuschwanstein. Grundstenen blev lagt den 5. september 1869. I 1884 blev residensen i Neuschwanstein færdig, og den blev til Ludwigs foretrukne bolig.

### Königshaus am Schachen
På Schachen i Wettersteingebirge lod Ludwig fra 1869 til 1872 opføre et alpint træhus – Königshaus am Schachen. Fra midten af 1870'erne tilbragte Ludwig sine fødselsdage i bjergenes ensomhed. Den ikke særlig velholdte bygning rummede på 1. sal et tyrkisk værelse i orientalt stil.

### Linderhof Slot
Fra 1874 til 1878 byggedes Linderhof Slot i stedet for den kongebolig, som Ludwigs far Max 2. havde bygget. Linderhof Slot er det mindste af de tre slotte Ludwig 2. lod bygge, men også det eneste som blev bygget færdigt og beboet af ham i længere tid.

### Herrenchiemsee Slot
Den 26. september 1873 købte Ludwig Herreninsel i Chiemsee, hvor der efter Ludwigs planer skulle opstå et nyt Versailles-slot.

### Yderligere planer
I 1883 købte Ludwig ruinen af Burg Falkenstein, som ligger i 1.277 meters højde i nærheden af Neuschwanstein og Hohenschwangau. Teatermaler Christian Jank havde tegnet et udkast til ham af en gotisk borg med talrige tårne og spir. Arkitekt Max Schultze udformede i 1884 et udkast, som et halvt år inden Ludwigs død blev revideret af Julius Hofmann. Ud over at der blev bygget en vej og ført en vandledning til ruinen, blev planerne ikke til noget.
I året inden sin død gav Ludwig sin arkitekt Julius Hofmann en yderligere opgave i form af et kinesisk sommerslot. Det skulle formentlig opføres ved Plansee i Tyrol, og var modelleret over vinterpaladset i Beijing. Projektet kom ikke længere end til de første skitser, som blev forelagt kongen i januar 1886 samt en detaljeret planlægning, som blev lavet i april 1886.
Ludwigs byggeprojekter, som han selv finansierede, forårsagede betydelige underskud i hans private kasse. Han var tildelt en årlig apanage på 4,2 mio. gylden. I 1884 havde han en gæld på 7,5 mio. gylden, som måtte dækkes ved låntagning. Kongen endte med at være et år bagefter med sine betalinger, og i 1887 ville der have manglet yderligere tre års indtægter (15 mio. gylden) til videreudbygningen af hans slotte. Efter hans død betalte huset Wittelsbach af på kong Ludwigs gæld som følge af byggevirksomheden frem til 1902, hvor gælden var betalt.

## Historisk betydning
Ludwig 2. var en monark, som stræbte efter et mystisk præget idealbillede af et kristeligt kongedømme og som lod sig forføre af gamle sagn. I hans regeringstid tog han stort set ingen politiske initiativer. Hans indsats lå på det kulturelle område. Således fik han ved sin støtte til Richard Wagner og opførelsen af festspilhuset i Bayreuth en betydelig indflydelse på musikhistorien. Privat lod han kongeslottene Herrenchiemsee, Neuschwanstein og Linderhof opføre, selv om de ikke umiddelbart var til nytte for den bayerske stat. Efter hans død blev de snart tilgængelige for offentligheden og er i dag populære turistmål. Han støttede også nye teknologier inden for byggeri. Således blev der anvendt stålprofiler ved hans slotsbyggerier, og der blev installeret elektrisk lys, centralvarme fordelt fra køkkenet samt kold vandforsyning i slottet.
Han stillede midler til rådighed for forsøg med flyvning. Hvilket var en af begrundelserne for umyndiggørelse. Kun ca. 10 år efter lettede den første motoriserede flyvemaskine.
Omkring Ludwig 2. skabtes allerede, mens hans levede og endnu mere efter hans død, et stort net af rygter og spekulationer, som har tilknytning til mange aspekter af hans tilværelse.

## Placering i offentligheden
Kong Ludwig 2. anses for mange bayere for at være "Kini" (bayersk for "kongen") simpelthen, og betragtes som indbegrebet af "de gode gamle dage". Talrige viser handler om hans liv og hans død. Der findes fortsat aktive Ludwig 2. foreninger i hele Bayern (med Franken og Schwaben), som er sammensluttet i Verband der Königstreuen i Bayern.
Ludwig 2.s levned har flere gange været skildret i film. I 1955 instruerede Helmut Käutner filmen Ludwig II. – Glanz und Elend eines Königs med O. W. Fischer som kongen af Bayern. International opmærksomhed fik filmen Ludwig II af Luchino Visconti med Helmut Berger i titelrollen fra 1972. Samme år udsendtes Ludwig – Requiem für einen jungfräulichen König af Hans-Jürgen Syberberg med Harry Baer som Ludwig 2. og filmen Theodor Hierneis oder Wie man ehem. Hofkoch wird, hvori livet ved kongens hof beskrives.
I 2000 blev en ny teaterbygning og en musical opkaldt efter ham: Ludwig II. – Sehnsucht nach dem Paradies af Franz Hummel blev frem til 31. december 2003 opført ca. 1.500 gange i det hertil opførte Füssener Musical Theater Neuschwanstein, og stykket blev set af 1,5 mio.. Den 11. marts 2005 uropførtes i festspilhus Neuschwanstein en ny musical Ludwig² om kong Ludwig 2. af Bayern iscenesat af et internationalt team – men forestillingen gik snart fallit.
En japansk Manga af den kendte tegner You Higuri handler om Ludwigs liv i en trebindsudgave, som bl.a. foreligger på tysk.

## Forfædre
| P                            | I                                 | II                                        | III                                                           |
| ---------------------------- | --------------------------------- | ----------------------------------------- | ------------------------------------------------------------- |
| Proband: Ludwig 2. af Bayern | Far: Maximilian 2. af Bayern      | Farfar: Ludwig 1. af Bayern               | Farfars far: Maximilian 1. Joseph af Bayern                   |
| Proband: Ludwig 2. af Bayern | Far: Maximilian 2. af Bayern      | Farfar: Ludwig 1. af Bayern               | Farfars mor: Auguste af Hessen-Darmstadt                      |
| Proband: Ludwig 2. af Bayern | Far: Maximilian 2. af Bayern      | Farmor: Therese af Sachsen-Hildburghausen | Farmors far: Friedrich af Sachsen-Altenburg                   |
| Proband: Ludwig 2. af Bayern | Far: Maximilian 2. af Bayern      | Farmor: Therese af Sachsen-Hildburghausen | Farmors mor: Charlotte Georgine Luise af Mecklenburg-Strelitz |
| Proband: Ludwig 2. af Bayern | Mor: Marie Friederike af Preussen | Morfar: Wilhelm af Preussen               | Morfars far: Friedrich Wilhelm 2. af Preussen                 |
| Proband: Ludwig 2. af Bayern | Mor: Marie Friederike af Preussen | Morfar: Wilhelm af Preussen               | Morfars mor: Friederike af Hessen-Darmstadt                   |
| Proband: Ludwig 2. af Bayern | Mor: Marie Friederike af Preussen | Mormor: Marianne af Preussen              | Mormors far: Friedrich 5. af Hessen-Homburg                   |
| Proband: Ludwig 2. af Bayern | Mor: Marie Friederike af Preussen | Mormor: Marianne af Preussen              | Mormors mor: Karoline af Hessen-Darmstadt                     |

### Dagbogsoptegnelser
- Edir Grein (Hrsg.): Tagebuch-Aufzeichnungen von Ludwig II. König von Bayern. Schaan/Liechtenstein: Verlag Rupert Quaderer, 1925 (Edir Grein er et pseudonym for Erwin Riedinger, den bayerske ministerpræsident Johann von Lutz' stedsøn.)

- - Dagbogen indeholder følgende dokumenter
  - 1. Dagbog (Dec. 1869–Dec. 1885);
  - 2. Dagbog (1886);
  - Bemærkninger;
  - Brevveksling om kongens finansielle situation;
  - Lægeerklæring vedrørende hans majestæt kong Ludwig 2.s sjælelige tilstand (München, den 8. juni 1886, underskrevet af følgende personer: von Gudden, k. Obermedizinalrath; Dr. Hagen, k. Hofrath; Dr. Grashey, k. Universitätsprofessor; Dr. Hubrich, k. Direktor);
  - Resultatet af obduktionen af kongens lig af Obermedizinalrat Dr. Kerschensteiner (München, den 20. juni 1886).